# Ashwood (Victoria)
Ashwood ist ein Stadtteil im Südosten der australischen Metropole Melbourne. Er befindet sich ca. 14 km vom Stadtzentrum entfernt.
Ashwood wurde in der Zeit nach dem Zweiten Weltkrieg erschlossen. 1949 wurde ein Postamt eröffnet; seinerzeit war der Stadtteil noch als Ashburton East bekannt. 1951 hatte der Stadtteil 1.500 Einwohner.
Der Name des Stadtteils leitet sich von der Bezeichnung der benachbarten Stadtteile Ashburton und Burwood ab.